# Sertula altissima
Sertula altissima là một loài thực vật có hoa trong họ Đậu. Loài này được (Thuill.) Kuntze miêu tả khoa học đầu tiên năm 1891.